# بازی‌های ویدئویی باب‌اسفنجی شلوارمکعبی
بازی‌های ویدئویی باب اسفنجی شلوار مکعبی مجموعه‌های متعددی از بازی‌های ویدیویی است که بر اساس مجموعه تلویزیونی انیمیشن نیکلودئون، باب اسفنجی شلوار مکعبی ساخته استفان هیلنبورگ است، ایجاد شده. تا سال ۲۰۱۳، اکثریت بازی‌ها توسط تی اچ کیو منتشر می‌شد. از سال ۲۰۱۳ تا ۲۰۱۵، مجوز اکثر بازی‌ها به اکتیویژن اعطا شد. اکنون مجوز استفاده برای تی اچ کیو نوردیک است. برخی از قسمت‌ها براساس مفاهیم قسمت‌های خاص یا فیلم‌های باب اسفنجی ساخته شده‌است. چندین البته برخی نسخه مجزا برای بازی‌های جداگانه وجود دارد.
باب اسفنجی و شخصیت‌های مرتبط در بسیاری از بازی‌های ویدیویی دیگر نیز ظاهر شده‌اند که در کنار دیگر نیک تونز. ژانرهای این بازی‌های ویدیویی بیشتر اکشن، ماجراجویی و پلتفرم هستند. با این حال، تعداد معدودی از افراد از مهمانی گرفته تا ورزش و مسابقات نیز شامل می‌شوند.
بازی‌های سری اصلی با انتقادات مختلفی از منتقدین روبرو شدند، با این حال بسیاری از بازی‌های این مجموعه با موفقیت به فروش رسیده‌اند.

## توسعه
اولین بازی با مجوز باب اسفنجی شلوار مکعبی توسط وِکِریِس ویژن توسعه داده شد. آنها تا سال ۲۰۰۳ نسخه‌های گیم بوی ادونس سایر عناوین چند پلتفرم را توسعه دادند.
موتور نبرد برای بیکینی باتم به عنوان موتور بازی ویدیویی بر اساس فیلم باب اسفنجی شلوار مکعبی عمل کرد. استودیوی هِوی آیرون، سازندگان بازی، اصلاح گرافیک ظاهری واضح و تخیلی نسبت به بازی بیکینی باتم به بازی بخشیدند.

## بازی‌ها
| سال        | عنوان                                                           | پلت‌فرم(ها)                             | پلت‌فرم(ها)        | پلت‌فرم(ها)                    |
| سال        | عنوان                                                           | کنسول                                  | رایانه            | کنسول دستی                    |
| ---------- | --------------------------------------------------------------- | -------------------------------------- | ----------------- | ----------------------------- |
| ۲۰۰۱       | باب اسفنجی شلوار مکعبی: افسانه کفگیر گمشده                      | —                                      | —                 | گیم بوی کالر                  |
| ۲۰۰۱       | باب اسفنجی شلوار مکعبی: عملیات همبرگر خرچنگی                    | —                                      | مایکروسافت ویندوز | —                             |
| ۲۰۰۱       | باب‌اسفنجی شلوارمکعبی: سوپر اسفنج                                | پلی‌استیشن (کنسول بازی)                 | —                 | گیم بوی ادونس                 |
| ۲۰۰۲       | باب اسفنجی شلوار مکعبی: کارمند ماه                              | —                                      |                   | —                             |
| ۲۰۰۲       | باب اسفنجی شلوار مکعبی: انتقام از داچمن پرنده                   | پلی‌استیشن ۲ گیم‌کیوب                    | —                 | گیم بوی ادونس                 |
| ۲۰۰۳       | باب اسفنجی شلوارمکعبی فروپاشی                                   | —                                      | ویندوز            | —                             |
| ۲۰۰۳       | باب اسفنجی شلوار مکعبی دارت                                     | —                                      | ویندوز            | بازی موبایل                   |
| ۲۰۰۳       | باب‌اسفنجی شلوارمکعبی: نبرد برای بیکینی باتم                     | پلی استیشن ۲ اکس‌باکس گیم کیوب          | ویندوز            | گیم بوی ادونس                 |
| ۲۰۰۴       | نیک تونز: فریز فریم فرنزی                                       | —                                      | —                 | گیم بوی ادونس                 |
| ۲۰۰۴       | نیک تونز مووین                                                  | پلی‌استیشن ۲                            | —                 | —                             |
| ۲۰۰۴       | باب اسفنجی شلوار مکعبی در حال تایپ                              | —                                      | ویندوز مک‌اواس     | —                             |
| ۲۰۰۴       | فیلم باب‌اسفنجی شلوارمکعبی (بازی ویدئویی)                        | پلی‌استیشن ۲ اکس‌باکس گیم کیوب           | ویندوز مک‌اواس     | گیم بوی ادونس بازی موبایل     |
| ۲۰۰۴       | باب اسفنجی شلوار مکعبی بولینگ                                   | —                                      | —                 | بازی موبایل                   |
| ۲۰۰۵       | باب اسفنجی شلوار مکعبی: مشکل ادیسه ۳دی                          | —                                      | ویندوز            | —                             |
| ۲۰۰۵       | باب اسفنجی شلوار مکعبی: نور، دوربین، شلوار!                     | پلی‌استیشن ۲ اکس‌باکس گیم کیوب           | ویندوز            | گیم بوی ادونس                 |
| ۲۰۰۵       | نیک‌تونز متحد شوید!                                              | پلی‌استیشن ۲ گیم کیوب                   | —                 | گیم بوی ادونس نینتندو دی‌اس    |
| ۲۰۰۵       | باب اسفنجی شلوار مکعبی: انتقام جوی زرد                          | —                                      | —                 | نینتندو دی اس پلی‌استیشن همراه |
| ۲۰۰۶       | باب اسفنجی شلوار مکعبی: موجودی از رستوران آقای خرچنگ            | پلی‌استیشن ۲ گیم کیوب وی                | ویندوز            | نینتندو دی اس گیم بوی ادونس   |
| ۲۰۰۶       | نیک تونز: نبرد برای جزیره ولکانو                                | پلی‌استیشن ۲ گیم کیوب                   | —                 | نینتندو دی اس گیم بوی ادونس   |
| ۲۰۰۶       | شام سریع باب اسفنجی شلوار مکعبی                                 | —                                      | ویندوز مک‌اواس     | بازی موبایل                   |
| ۲۰۰۷       | نیک تونز: حمله توی بات                                          | پلی‌استیشن ۲ وی                         | —                 | نینتندو دی اس گیم بوی ادونس   |
| ۲۰۰۷       | باب‌اسفنجی شلوارمکعبی: شهر گمشده                                 | پلی‌استیشن ۲ وی                         | —                 | نینتندو دی اس گیم بوی ادونس   |
| ۲۰۰۷       | باب اسفنجی شلوار مکعبی: اسلم زیرشلواری                          | ایکس‌باکس ۳۶۰                           | —                 | —                             |
| ۲۰۰۸       | باب اسفنجی شلوار مکعبی: بازی زندگی                              | —                                      | ویندوز            | —                             |
| ۲۰۰۸       | باب اسفنجی شلوار مکعبی مونوپولی                                 | —                                      | ویندوز            | —                             |
| ۲۰۰۸       | باب اسفنجی شلوار مکعبی همراه نیک تونز: گلوبس آف دوم             | پلی‌استیشن ۲ وی                         | —                 | نینتندو دی اس                 |
| ۲۰۰۸       | به زندگی کشیده شده: نسخه باب‌اسفنجی شلوارمکعبی                   | —                                      | —                 | نینتندو دی اس                 |
| ۲۰۰۹       | باب اسفنجی شلوار مکعبی در مقابل بهترین: آشپزی مهمانی ساحلی      | —                                      | —                 | نینتندو دی اس                 |
| ۲۰۰۹       | باب‌اسفنجی حقیقت یا میدان (بازی ویدئویی)                         | ایکس باکس ۳۶۰ وی                       | —                 | نینتندو دی اس پلی‌استیشن همراه |
| ۲۰۰۹       | باب‌اسفنجی حقیقت یا میدان (بازی آرکید)                           | —                                      | ویندوز            | —                             |
| ۲۰۱۰       | قایقرانی بش باب اسفنجی                                          | وی                                     | —                 | نینتندو دی اس                 |
| ۲۰۱۰       | باب اسفنجی شلوار مکعبی برای آی او اس                            | —                                      | —                 | آی‌اواس                        |
| ۲۰۱۱       | باب‌اسفنجی شلوارسرگیجه                                           | وی                                     | —                 | نینتندو ۳دی‌اس                 |
| ۲۰۱۱       | شام سریع باب                                                    | —                                      | —                 | آی‌اواس                        |
| ۲۰۱۱       | موج سواری و اسکیت سفر جاده ای باب اسفنجی                        | ایکس باکس ۳۶۰                          | —                 | نینتندو دی اس                 |
| ۲۰۱۳       | باب‌اسفنجی حرکت می‌کند!                                           | —                                      | —                 | آی‌اواس اندروید                |
| ۲۰۱۳       | باب‌اسفنجی شلوارمکعبی: انتقام رباتیک پلانکتون                    | پلی‌استیشن ۳ ایکس باکس ۳۶۰ وی وی یو     | —                 | نینتندو دی اس نینتندو ۳دی اس  |
| ۲۰۱۵       | باب‌اسفنجی شلوارقهرمانی                                          | ایکس باکس ۳۶۰                          | —                 | پلی‌استیشن ویتا نینتندو ۳دی اس |
| ۲۰۲۰       | خرچنگی آشپزی کردن باب اسفنجی                                    | —                                      | —                 | آی‌اواس اندروید                |
| ۲۰۲۰       | باب‌اسفنجی شلوارمکعبی: نبرد برای بیکینی باتم – دوباره هیدراته شد | پلی‌استیشن ۴ اکس‌باکس وان نینتندو سوئیچ  | ویندوز            | آی‌اواس اندروید                |
| ۲۰۲۳       | باب اسفنجی شلوارمکعبی: لرزش کیهانی                              | پلی‌استیشن ۴ اکس باکس وان نینتندو سوئیچ | ویندوز            | —                             |
| ۲۰۲۴       | باب اسفنجی شلوار مکعبی:پاتریک ستاره                             |                                        |                   |                               |
| یادداشت‌ها: |                                                                 |                                        |                   |                               |

| سال        | عنوان                                       | پلت‌فرم(ها)                                                   | پلت‌فرم(ها)     | پلت‌فرم(ها)                 |
| سال        | عنوان                                       | کنسول                                                        | رایانه         | کنسول دستی                 |
| ---------- | ------------------------------------------- | ------------------------------------------------------------ | -------------- | -------------------------- |
| ۲۰۰۰       | نیک تونز ریسنگ                              | پلی‌استیشن                                                    | ویندوز         | گیم بوی کالر گیم بوی ادونس |
| ۲۰۰۲       | نیکلودئون پارتی بلست                        | اکس‌باکس گیم‌کیوب                                              | ویندوز         | —                          |
| ۲۰۰۴       | بسکتبال نیک تونز                            | —                                                            | ویندوز         | —                          |
| ۲۰۰۴       | نیک تونز: فریز فریم فرنزی                   | —                                                            | —              | گیم بوی ادونس              |
| ۲۰۰۶       | برندگان جام مسابقه نیکتون ها                | —                                                            | ویندوز         | —                          |
| ۲۰۰۹       | نیک تونز نیترو                              | —                                                            | —              | —                          |
| ۲۰۱۱       | نیک تونز ام ال بی                           | وی اکس‌باکس ۳۶۰                                               | —              | نینتندو دی‌اس نینتندو ۳دی‌اس |
| ۲۰۱۸       | نیکلودئون مسابقه دهندگان کارت               | پلی‌استیشن ۴ اکس‌باکس وان نینتندو سوئیچ                        | —              | —                          |
| ۲۰۱۸       | سوپر باول یونیورس                           | —                                                            | —              | آی‌اواس اندروید             |
| ۲۰۲۰       | نیکلودئون مسابقه دهندگان کارت ۲: گرند پریکس | پلی‌استیشن ۴ اکس‌باکس وان نینتندو سوئیچ                        | ویندوز         | —                          |
| ۲۰۲۱       | مادن ان اف ال ۲۱                            | پلی‌استیشن ۴ پلی‌استیشن ۵ اکس‌باکس وان اکس‌باکس سری اکس و سری اس | ویندوز استادیا | آی‌اواس اندروید             |
| یادداشت‌ها: |                                             |                                                              |                |                            |